# 18610 Arthurdent
18610 Arthurdent là một tiểu hành tinh [[vành đai chính, được phát hiện bởi Felix Hormuth thuộc Starkenburg Observatory ngày 7 tháng 2 năm 1998. Nó được đặt theo tên Arthur Dent, the bewildered hero thuộc Douglas Adams's radio, play, và book The Hitchhiker's Guide to the Galaxy.
The naming of thlà mộtsteroid was announced bởi Minor Planet Center ở Minor Planet Circular MPC 42677 ngày 9 tháng 5 năm 2001. Two ngày later, ngày 11 tháng 5 năm 2001, Adams died of a heart attack in Santa Barbara, California. The gần coincidence of these events led to some media reports of the asteroid naming appearing after Adams's death was reported, và to assumptions that the two events occurred ngày the same day, even by those connected to the naming.
You may have heard the sad news that Douglas Adams passed away last Friday. By accident ngày the same day the naming of minor planet (18610) Arthurdent was announced by the Minor Planet Center. We wanted to make Mr. Adams a joy, but did never dare to think that he wouldn't be able to receive this surprise, when we sent our name proposal to the MPC a few months back.— Reiner M. Stoss, Starkenburg Observatory, Cambridge Conference Correspondence for ngày 14 tháng 5 năm 2001

The naming citation reads:
(18610) Arthurdent = 1998 CC2
Discovered 1998 Feb. 7 ở Starkenburg Observatory.
The earthling Arthur Dent is confronted with the adversities of life, the universe và everything in a highly amusing và entertaining way in Douglas Adam's [sic] famous five-volume trilogy The Hitch Hiker's Guide to the Galaxy.